# Chapman River (Durack River)
Der Chapman River ist ein Fluss in der Region Kimberley im Nordosten des australischen Bundesstaates Western Australia.

## Geografie
Der Fluss entspringt östlich der Phillips Range und fließt bis zu den Mosquito Hills an der Gibb River Road nach Nordosten durch vollkommen unbesiedeltes Gebiet. Dort mündet der Chapman River in den Durack River.

### Nebenflüsse mit Mündungshöhen
- Bottle Tree Creek – 376 m
- Neil Creek – 362 m
- Brill Creek – 354 m
- Gorge Creek – 346 m
- Nugget Creek – 339 m
- Blackfellow Creek – 327 m
- Whitegum Creek – 325 m
- Oolrui Creek – 310 m
- Charlie Creek – 305 m
- Suzy Creek – 304 m
- Scotty Creek – 304 m
- Spring Creek – 300 m
- Larrikin Creek – 296 m
- Brockman Creek – 293 m[1]